# Pierre-Daniel-Augustin Chapelle
Pierre-Daniel-Augustin Chapelle (Rouen, 18 d'agost de 1756 - París, 28 d'octubre de 1822), fou un músic i compositor francès.
De bon principi es donà a conèixer com a concertista de violí, executant diversos concerts de la seva composició i després va escriure i feu representar 10 òperes en el teatre Beaujolais, entre elles: L'heureux dépit, La Rose, Le double mariage, La Bailli bienfaisant i Le mannequin, ensems que donava a d'altres teatres La nouvelle Zélandaise, Le jardinier, La vieillese d'Annette et Lubin, La Huche i La familie reunie, devent-se-li a més diverses cantates.